# Riolama luridiventris
Riolama luridiventris — вид ящірок родини гімнофтальмових (Gymnophthalmidae). Ендемік Венесуели.

## Поширення і екологія
Riolama luridiventris мешкають на тепуї Марауака на Гвіанському нагір'ї, на території венесуельського штату Амасонас. Вони живуть серед високогірних чагарників і луків, на висоті від 2470 до 2480 м над рівнем моря.